# قلب رازگو
قلب رازگو یا این قلب افشاگر (به انگلیسی: The Tell-Tale Heart) نام داستانی کوتاه از نویسندهٔ آمریکایی، ادگار الن پو می‌باشد که در ۱۸۴۳ به چاپ رسیده‌است.
راوی داستان فرد بی‌نام مجنونی است که پیرمردی را به خاطر نفرت از چشم لاشخورمانند او با آرامش تمام به قتل می‌رساند و جسد او را در زیر تخته‌های کف اتاق پنهان، ولی احساس می‌کند که ضربان قلب او را، که هر لحظه بلندتر می‌شود، می‌شنود. این صدا که او را به مرز دیوانگی کشانده است سبب می‌شود تا خود را لو دهد.
قلب رازگو به عنوان یک اثر کلاسیک در سبک ادبیات گوتیک و یکی از معروفترین داستان‌های کوتاه ادگار آلن پو شناخته می‌شود. این اثر را نیکزاد جورانی ترجمه و در نشریهٔ الکترونیکی شهروند منتشر کرده‌است.